# John Aston Jr.
John Aston Jr. (nascido em 28 de junho de 1947) é um ex-futebolista inglês que jogou no Manchester United, Luton Town, Mansfield Town e Blackburn Rovers. 

## Carreira
Aston foi um atacante que começou jogando no juvenil do Manchester United. Sua estréia na equipe principal foi em 1965 contra o Leicester City. Ele ajudou o clube a vencer o campeonato da Liga de 1967, bem como a Liga dos Campeões de 1968, ele foi o homem do jogo na final contra o Benfica Wembley Stadium em 29 de maio de 1968. Aston marcou 25 gols em 155 jogos pelo clube
Em 1972 ele saiu do clube para ir para o Luton Town, depois jogando para Mansfield Town e Blackburn Rovers.
Seu pai, John Aston Sr., também jogou pelo Manchester United nos anos imediatos pós-Segunda Guerra Mundial e foi técnico no United durante a carreira de jogador de seu filho.
Depois de se aposentar, Aston dirigiu uma loja de animais de estimação em Stalybridge em Manchester.

## Títulos
Manchester United
- Football League First Division: 1966–67
- Supercopa da Inglaterra: 1965, 1967
- Liga dos Campeões da UEFA: 1967–68

### Prêmios individuais
- Melhor jogador da final da Liga dos Campeões de 1968 [2]